# Sphinx campestris
Sphinx campestris är en fjärilsart som beskrevs av Mcdunnough 1931. Sphinx campestris ingår i släktet Sphinx och familjen svärmare. Inga underarter finns listade i Catalogue of Life.